# Prototipul (Star Trek: Voyager)
„Prototipul” (titlu original: „Prototype”) este al 13-lea episod din al doilea sezon al serialului TV american SF Star Trek: Voyager. A avut premiera la 15 ianuarie 1996 pe canalul UPN. Episodul a fost regizat de Jonathan Frakes după un scenariu de Nicholas J. Corea.

## Prezentare
Membrii echipajului găsesc și repară un robot aflat în derivă prin spațiu, doar pentru a se trezi în mijlocul unui război atunci când B'Elanna este răpită. 

## Actori ocazionali
- Rick Worthy - 3947 / Cravic 122
- Hugh Hodgin - 6263 / Prototype 0001